# Mistrzostwa Świata w Piłce Nożnej 2006 (eliminacje strefy UEFA)/Baraże
Baraże do Mistrzostw Świata w Piłce Nożnej 2006 w strefie UEFA rozgrywane były systemem dom i wyjazd. Zwycięzcy par barażowy awansowały na Mundial.

## System rozgrywek
Dla drużyn, które zajęły na koniec eliminacji drugie miejsca w poszczególnych grupach została utworzona dodatkowa tabela, uwzględniająca ich bilans spotkań z reprezentacjami, które zajęły 1., 3., 4., 5. i 6. miejsce w odpowiednich grupach. Dwie drużyny z najlepszym bilansem awansowały bezpośrednio do finałów, natomiast 6 pozostałych utworzyły 3 pary barażowe, których zwycięzcy uzyskali awans. 
Pary barażowe wylosowane zostały 14 października 2005 roku w kwaterze głównej FIFA w Zurychu z dwóch koszyków stworzonych na podstawie rankingu FIFA z września 2005 roku. Koszyki barażowe:
| Koszyk 1: - Czechy - Hiszpania - Turcja | Koszyk 2: - Norwegia - Słowacja - Szwajcaria |

O zwycięstwie w przypadku strzelenia identycznej ilości bramek w dwumeczu decydowała zasada "podwójnego liczenia bramek na wyjeździe", w razie potrzeby, dogrywka i seria rzutów karnych.

## Tabeladrugich miejsc
| Reprezentacja | Pkt | M  | W | R | P | Br+ | Br- | +/- |
| ------------- | --- | -- | - | - | - | --- | --- | --- |
| Szwecja       | 24  | 10 | 8 | 0 | 2 | 30  | 6   | 24  |
| Polska        | 24  | 10 | 8 | 0 | 2 | 27  | 8   | 19  |
| Czechy        | 21  | 10 | 7 | 0 | 3 | 23  | 11  | 12  |
| Hiszpania     | 20  | 10 | 5 | 5 | 0 | 19  | 3   | 16  |
| Szwajcaria    | 18  | 10 | 4 | 6 | 0 | 18  | 7   | 11  |
| Norwegia      | 18  | 10 | 5 | 3 | 2 | 12  | 7   | 5   |
| Słowacja      | 17  | 10 | 4 | 5 | 1 | 17  | 7   | 10  |
| Turcja        | 17  | 10 | 4 | 5 | 1 | 13  | 9   | 4   |

## Wyniki

### 1. para barażowa
| 12 listopada 2005 22:00 CET | Hiszpania · Luis García 10' · Luis García 18' · Fernando Torres 65' · Luis García 75' · Fernando Morientes 79' | 5:1(2:0)raport | Słowacja · Szilárd Németh 49' | Estadio Vicente Calderón, Madryt Widzów: 47 210 Sędzia: Massimo De Santis (Włochy) |
|                             | |                |                               |                                                                                    |

| 16 listopada 2005 20:15 CET | Słowacja · Filip Hološko 50' | 1:1(0:0)raport | Hiszpania · David Villa 71' | Tehelné pole, Bratysława Widzów: 23 587 Sędzia: Markus Merk (Niemcy) |
|                             |                              |                |                             |                                                                      |

- Hiszpania wygrała w dwumeczu 6:2 i awansowała na mundial.

### 2. para barażowa
| 12 listopada 2005 20:45 CET | Szwajcaria · Philippe Senderos 41' · Valon Behrami 86' | 2:0(1:0)raport | Turcja | Stade de Suisse Wankdorf, Berno Widzów: 31 130 Sędzia: Ľuboš Micheľ (Słowacja) |
|                             |                                                        |                |        |                                                                                |

| 16 listopada 2005 20:15 EET | Turcja · Tuncay Şanlı 22' · Tuncay Şanlı 36' · Necati Ateş 52' (k.) · Tuncay Şanlı 89' | 4:2(2:1)raport | Szwajcaria · Alexander Frei 2' (k.) · Marco Streller 84' | Fenerbahçe Şükrü Saracoğlu, Stambuł Widzów: 42 000 Sędzia: Frank De Bleeckere (Belgia) |
|                             |                                                                                        |                |                                                          |                                                                                        |

- Szwajcaria zremisowała w dwumeczu 4:4, ale na wyjeździe strzeliła 2 bramki i awansowała na mundial.

### 3. para barażowa
| 12 listopada 2005 19:30 CET | Norwegia | 0:1(0:1)raport | Czechy · Vladimír Šmicer 31' | Ullevaal Stadion, Oslo Widzów: 24 264 Sędzia: Massimo Busacca (Szwajcaria) |
|                             |          |                |                              |                                                                            |

| 16 listopada 2005 20:15 CET | Czechy · Tomáš Rosický 35' | 1:0(1:0)raport | Norwegia | Toyota Arena, Praga Widzów: 17 464 Sędzia: Graham Poll (Anglia) |
|                             |                            |                |          |                                                                 |

- Czesi wygrali w dwumeczu 2:0 i awansowali na mundial.